# Ictiómetro

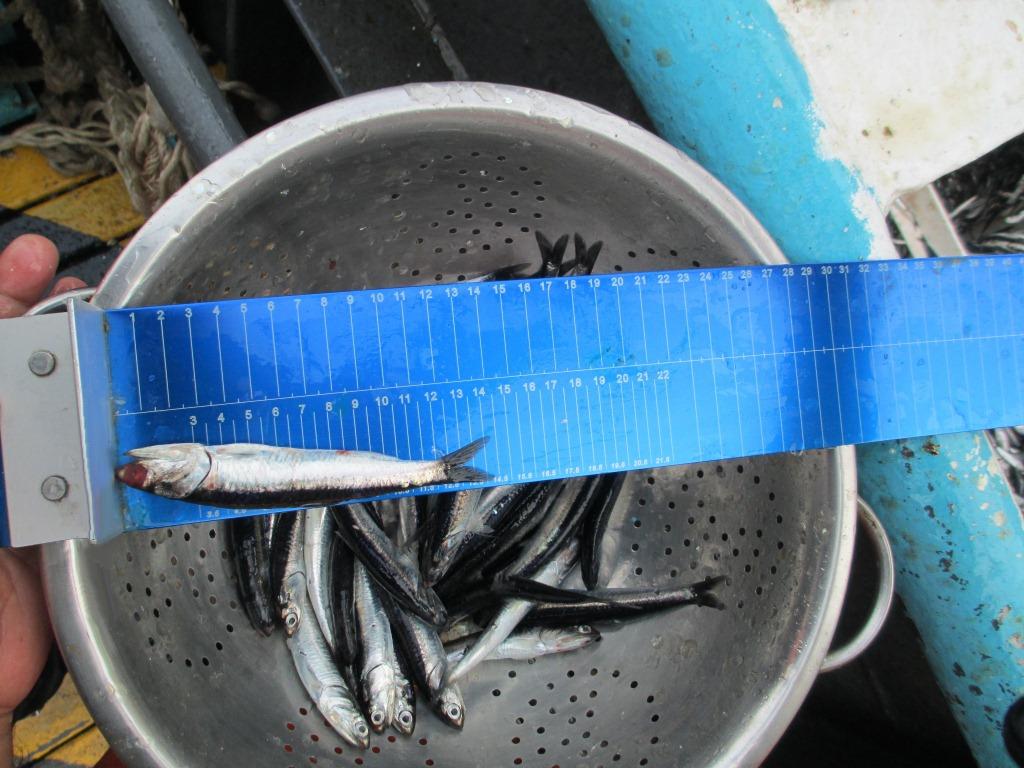
Ictiómetro de campo con un ejemplar de Anchoveta (Engraulis ringens)

El ictiómetro es un aparato de uso en Ictiología que permite cuantificar la longitud de los peces. Puede emplearse en el campo, con peces vivos o anestesiados, o en el laboratorio, sobre ejemplares fijados. Consiste en dos placas lisas dispuestas perpendicularmente, a modo de escuadra. Al brazo largo se le superpone un patrón comparativo: típicamente una cinta métrica de 30 cm de longitud.

## Modo de empleo
Se toma al animal y se le sitúa con el morro en contacto con la pieza perpendicular a la base. Sobre la cinta métrica inferior se toman las medidas:
- Estándar: Del morro al fin del cuerpo escamado o final del pedúnculo caudal.

- Furcal: Del morro a la furca.

- Total: Del morro al fin de la aleta caudal.

- Datos: Q5908194